# Angola ai XIV Giochi paralimpici estivi
L'Angola ha partecipato ai XIV Giochi paralimpici estivi di Londra (29 agosto - 9 settembre 2012). Il portabandiera durante la cerimonia d'apertura è stata l'atleta Maria Gomes da Silva.

## Atleti

### Atletica leggera
- Donne
  - Esperança Gicaso
  - Maria Gomes da Silva

- Uomini
  - José Sayovo Armando
  - Octávio Angelo Dos Santos